# Telepinu (god)
Telepinu (Telepinus, Telipinu) was in de Hettitische mythologie de god van de landbouw. Hij gold als jongste zoon van Taru en Hepatsarma (in de Hurritische mythologie Wurushemu), als weer- en vruchtbaarheidsgod. Zijn functie was verder die van kindgod en god van de wasdom. In Yasilikaya stond Telepinu afgebeeld aan de vrouwenkant achter zijn moeder, als teken dat hij de kinderschoenen nog niet ontgroeid was. Hij ligt volgens de mythe verborgen onder de wijnranken en zelfs de bijen hebben moeite hem te vinden. Zijn verdwijnen betekent een catastrofe.
In een mythisch verhaal over hem werd hij boos op de wereld, waardoor de oogsten mislukten. Hannahannas, de moedergodin, stuurde een bij om hem te vinden; toen dat de bij gelukt was, stak zij Telepinus en smeerde was op hem, waardoor de god nog bozer werd. Uiteindelijk lukte het Kamrusepa, godin van de magie, om Telpinu te kalmeren door zijn boosheid aan de Wachter van de Onderwereld te geven.
Hij werd ook met Sarama en met Santas gelijkgesteld, en is mogelijk van Hattische oorsprong.